# نجاری (فیلم)
«نجاری» (انگلیسی: The Carpenter (film)) فیلمی در ژانر ترسناک، اسلشر، درام، و رمانتیک است که در سال ۱۹۸۸ منتشر شد. از بازیگران آن می‌توان به وینگز هاوزر اشاره کرد..